# 李自力
李自力（LI ZILI，1962年—），当代法籍华裔画家。1962年生于上海，1989年赴法国，2001年获巴黎大学艺术理论博士学位，2012年荣获联合国教科文“艺术终身成就奖”；他是后印象主义当代派的开创者和领军人物，是教科文“和平文化”形象大使。

## 生平
李自力8歲時因其作品被选送北京中國美術館展出而激發起他的「畫家夢」。他矢志于艺术，从此绘画成了他的最大和不可动摇的兴趣和志向。由于从小文理各科成绩均优异，兴趣亦广泛，1980年他考入上海大學冶金及材料工程系就读理工科也并无唐突之感。他学习轻松，成績優異。利用业余时间，除了画画他还自学了艺术史，艺术哲学等艺术类专业课程，他还系統研究了「平面構成」、「色彩構成」和「光影構成」原理，並發表有“金屬表面处理的美学肌理”和「光影構成原理」方面的研究學術論文，并因此獲得过國家教委「青年教師特殊科研基金」的資助。1984年畢業，獲工學士學位，后留校任教，受钱伟长校长和校领导的委托从事上海大學建築美術教研室及相关专业的籌建组织工作，任该教研室首任副主任，被视为目前上海大学建築学院最年轻的元老和曾经的开拓者。
1989年，他赴法國自費留學，他先就讀於法國格勒諾布爾高等美術學院，後得到校长推荐轉入法國巴黎國家高等美術學院繼續深造。最終，他于2001年獲得了法國巴黎大學藝術理論博士學位。
他長期潛心於印象主義、後印象主義理論的研究和繪畫實踐，繼承了法國印象主義的繪畫藝術理論體系、觀察方法和表現技法，用自己的藝術意志來描繪心靈的美的真實，並賦予印象派、后印象派繪畫新的生命，为当代写实绘画开辟了又一新的发展途径。他的作品個性鮮明并具生命力，使其形成獨特而新穎的後印象當代派繪畫風格。
1991年，他成為法國美術家協會會員、法國藝術家聯盟職業委員會會員、註冊職業畫家，不久被法國「尼斯畫派畫廊」接納，成為該畫廊第一位簽約的中國畫家。1993年，日本知名文化經濟公司SILKLAND株式會社成為了李自力的作品在全日本的總代理。1994年，作品「飛天」組畫在法國巴黎伐勒德馬赫那中國城(Galerie Chinagora)商業中心壁畫竟標中一舉獲勝並製作完成。1997年，因在藝術領域的特殊成就而加入法國國籍，同年成為《歐洲日報》專欄作家（畫家）。2001年，他又成為聯合國教科文組織國際藝術家協會會員，2002年他被受聘為上海大學美術學院的客座教授，法國《秋季沙龍》的特邀評委，2009年受聘為复旦大学上海视觉艺术学院兼职教授，为表彰他在绘画继承和观念革新方面作出的艺术贡献，以及在“和平文化”理念的传播与推广方面做出的不懈努力，2012年联合国教科文组织向李自力颁发了“艺术终身成就奖”。
李自力曾在法國、日本、美國、德國、中國等地舉辦過近百次巡迴個展和聯展，獲得過諸多榮譽，他的作品深受人們的喜愛，併為世界各國收藏家收藏，他曾在日本舉辦過60多次巡迴個展，曾創下過油畫銷售的最高記錄。近年來，他的作品也越來越受到國內收藏家的高度關注和追捧。

## 出版与专访
- 1991年：由香港开益出版社出版油画作品集：《Zili LI》
- 1995年：由上海人民美术出版社出版画册：《李自力肖像画作品集》，由香港“明窗”明报出版社出版画册：《李自力人物肖像画》，在上海接受上海电视台《名人访谈》栏目专访，题目是《自力在巴黎》，在香港接受香港亚洲电视人物专访，题目是《李自力其人其画》
- 2002年：由法国 EURASI SARL 广告印刷出版有限公司出版画册：《Zili LI》
- 2004年：在东京接受日本NHK新闻专题片采访，题目是《光与色》
- 2008年：由上海晓园文化传播有限公司出版画册：《李自力油画作品》